# 园艺翠雀花
园艺翠雀花是毛茛科翠雀属翠雀亚属几种植物的杂交品种的统称，形成于19世纪。

## 栽培群
园艺翠雀花主要包含以下栽培群：

### 高花翠雀
高花翠雀主要亲本是高翠雀花。也叫穗花翠雀、高飞燕草、大花飞燕草、大飞燕草，但高花翠雀是总状花序而不是穗状花序，也不属于飞燕草亚属。
日语中“大飞燕草”或“大花飞燕草”指的是翠雀，而不是高花翠雀。实际上，20世纪50年代，“大花飞燕草”在中国大陆与日语同义，指的也是翠雀。后来这一名称在华语地区变为高花翠雀的称呼，造成翠雀属花卉名称的混乱，使许多人无法正确区分高花翠雀、翠雀和飞燕草。
高花翠雀品种繁多，多为四倍体，有单瓣、半重瓣、重瓣等类型。著名品系包括太平洋巨人系列（Pacific Giants）、魔力喷泉系列（Magic Fountain）、新千禧系列（New Millennium）、高地人系列（Highlander）等。

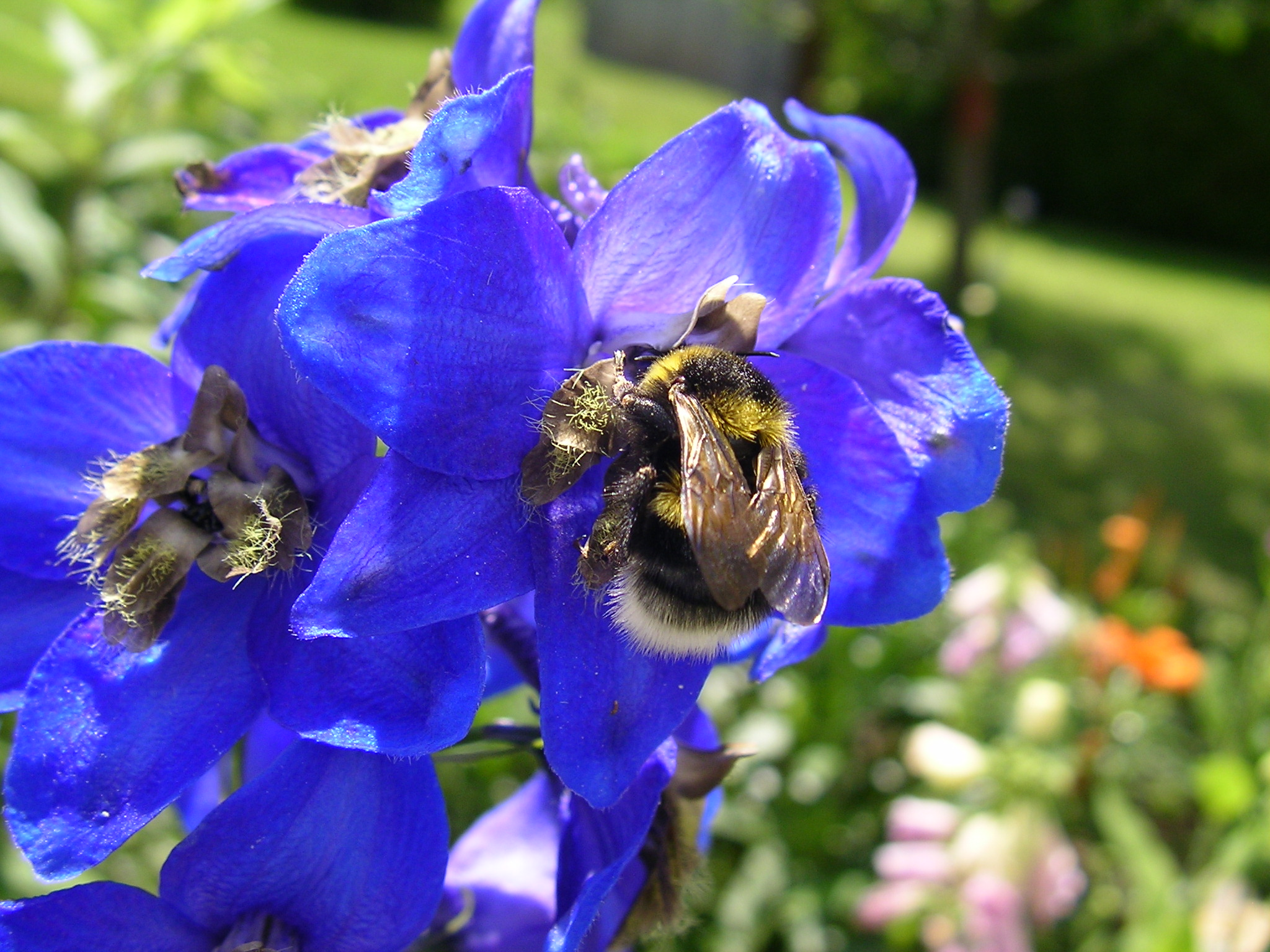
熊蜂授粉
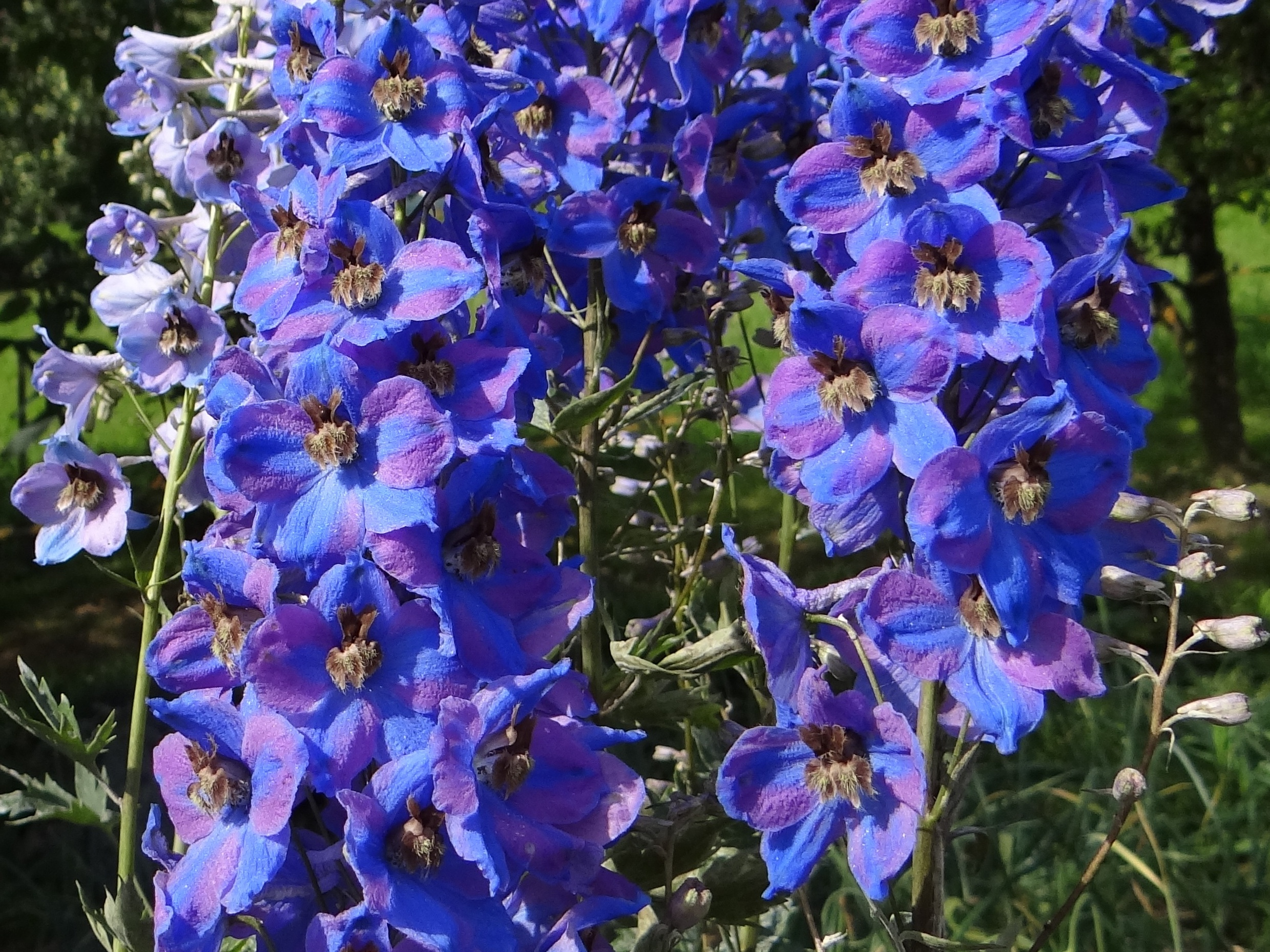
单瓣品种
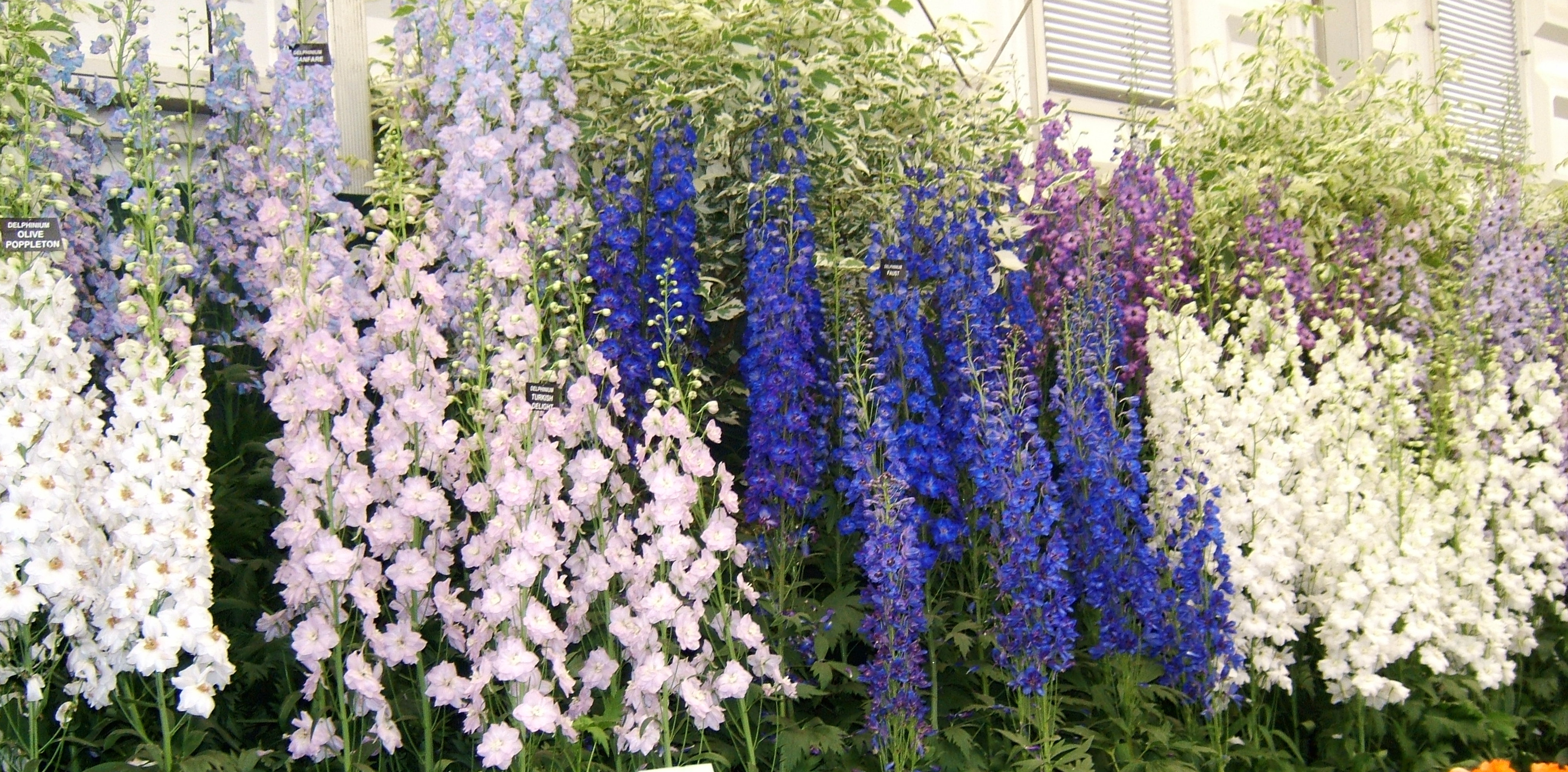
半重瓣品种
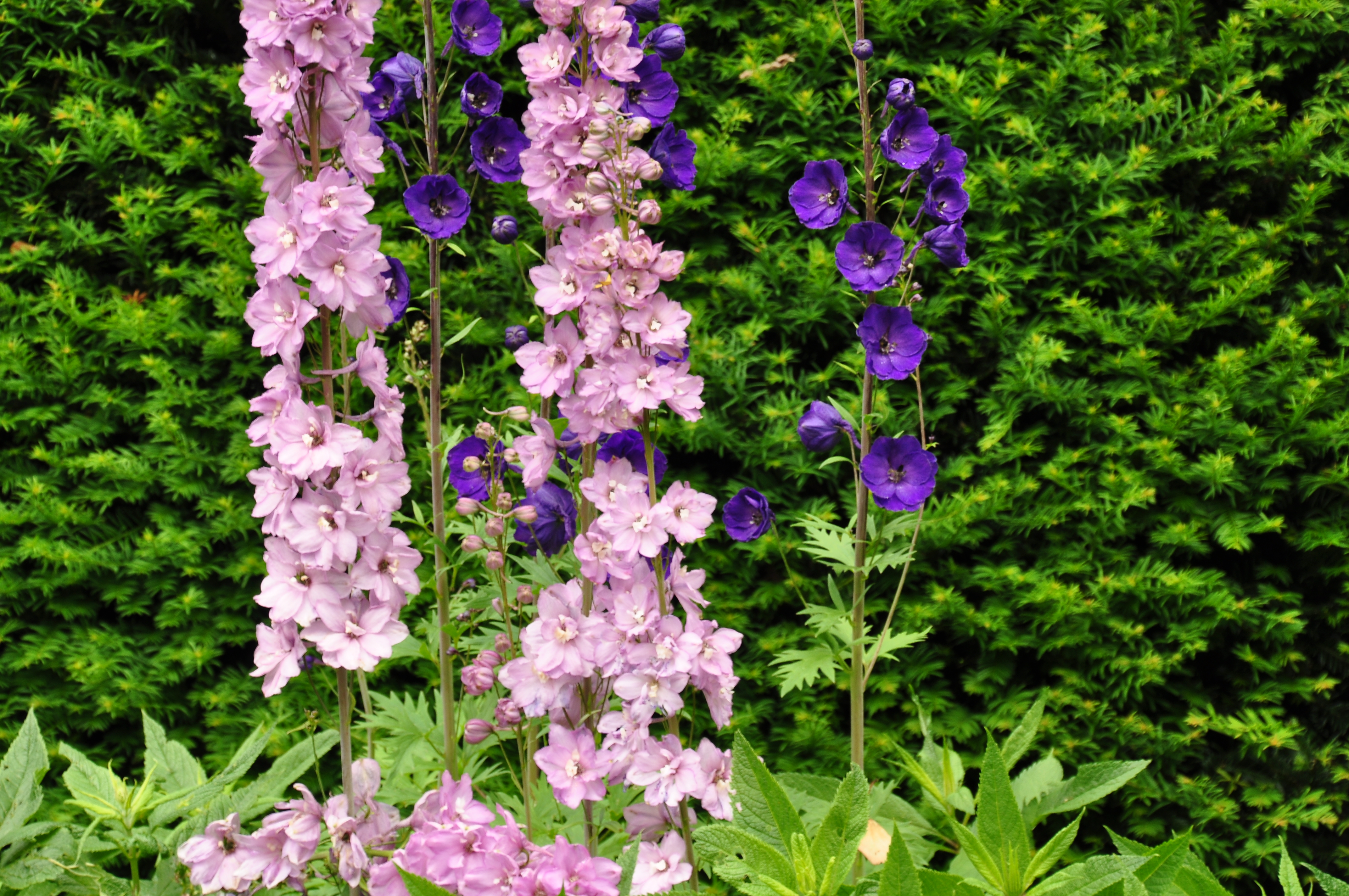
半重瓣品种
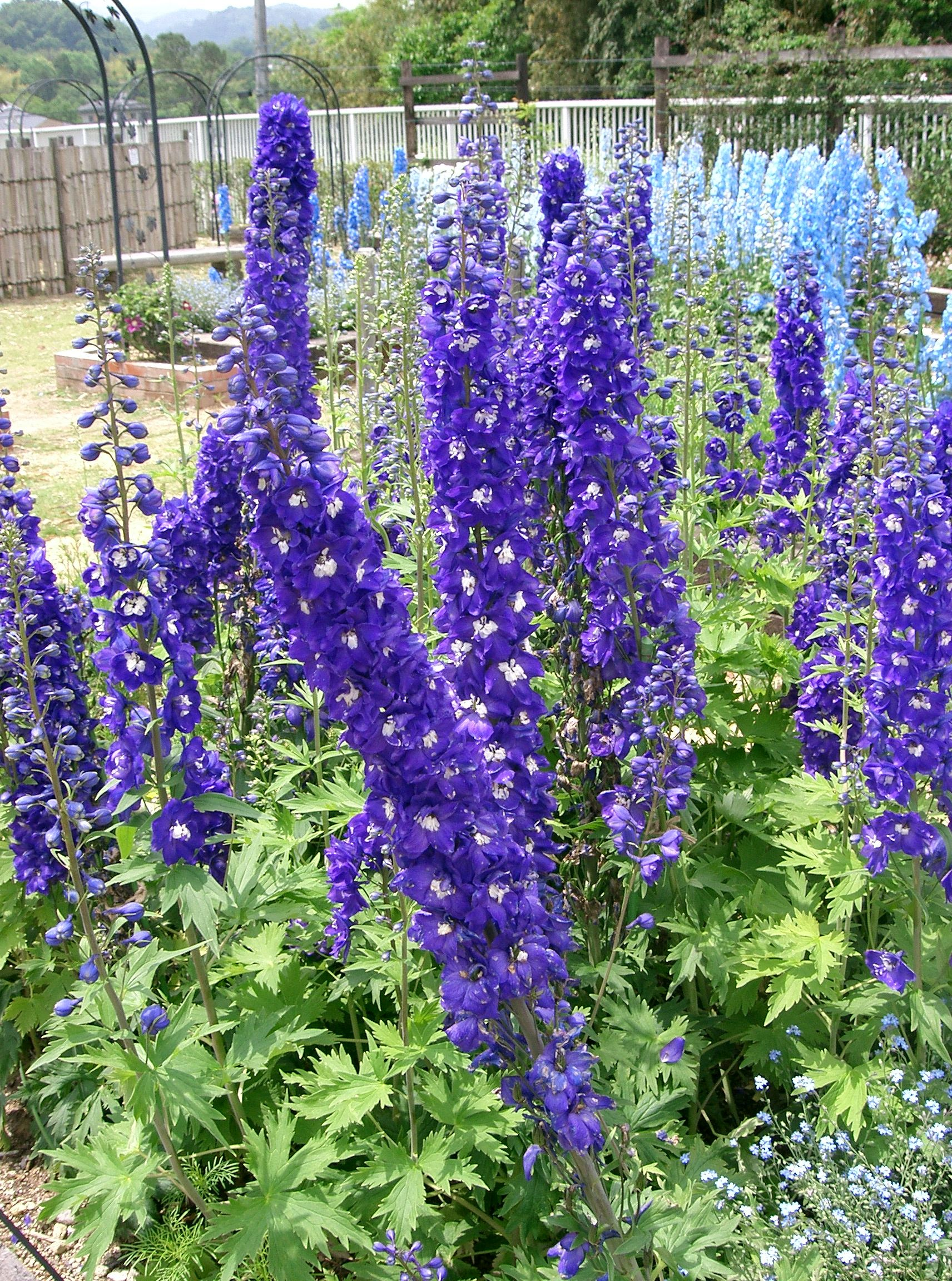
半重瓣品种
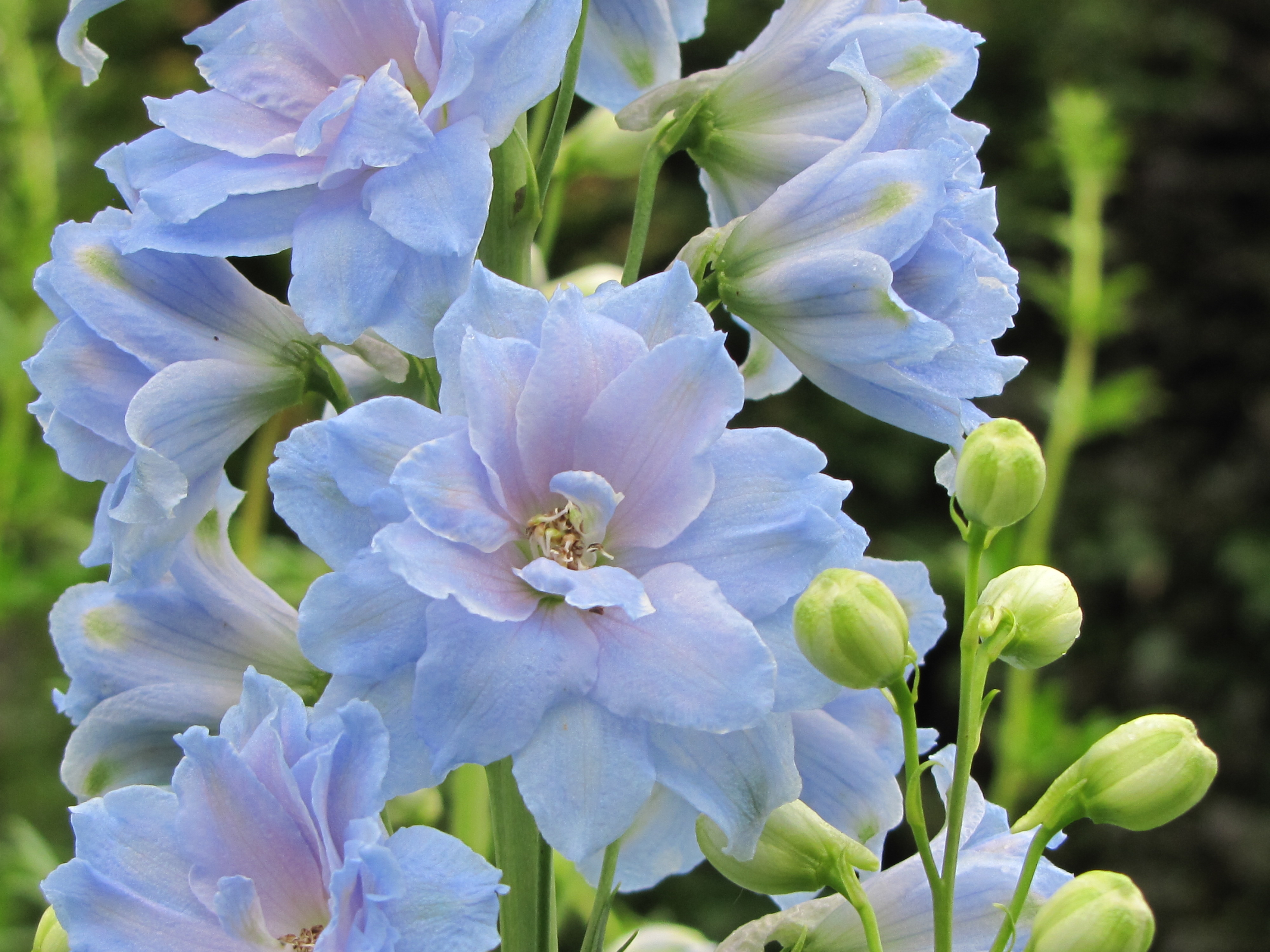
重瓣品种
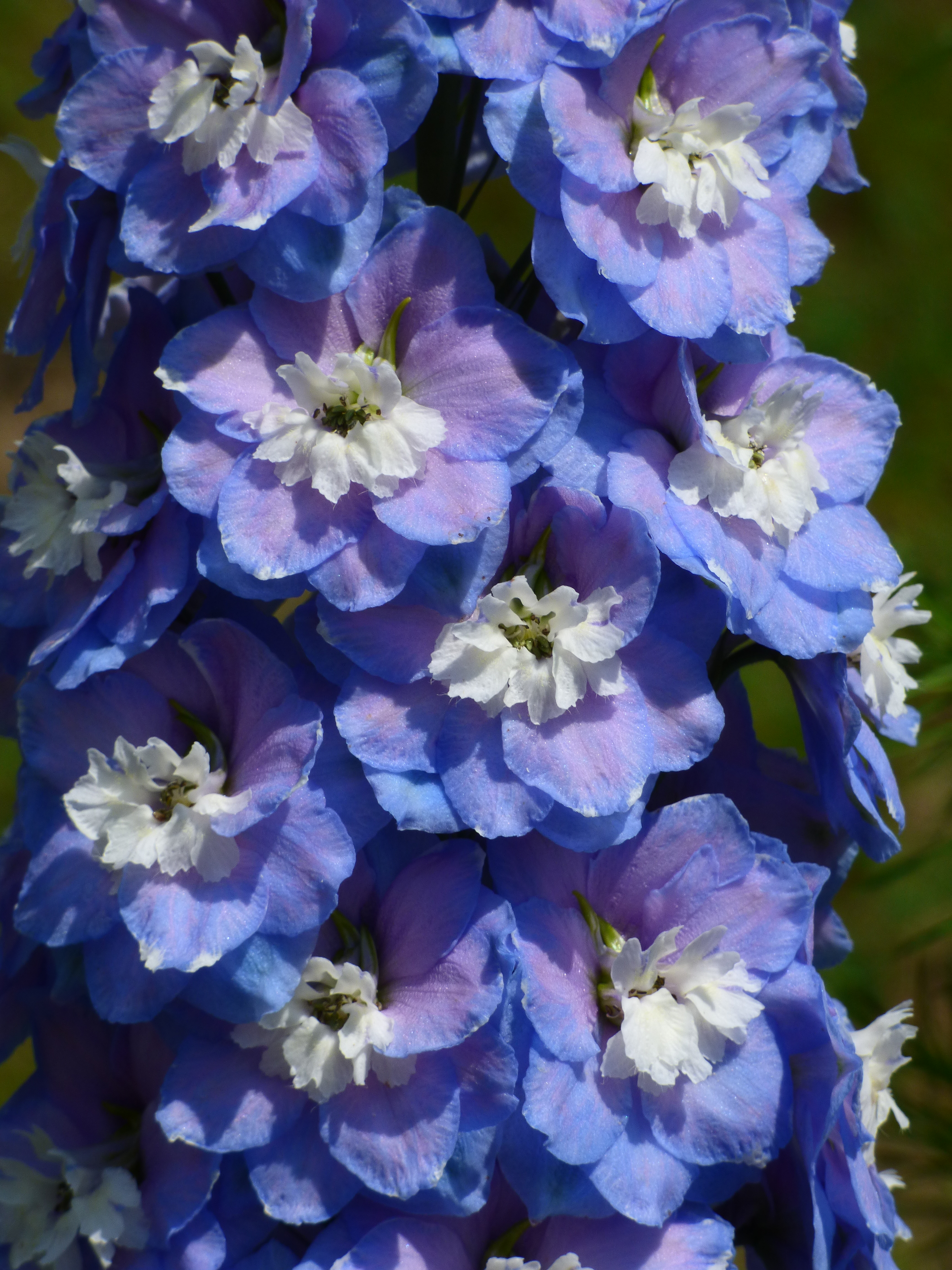
半重瓣品种
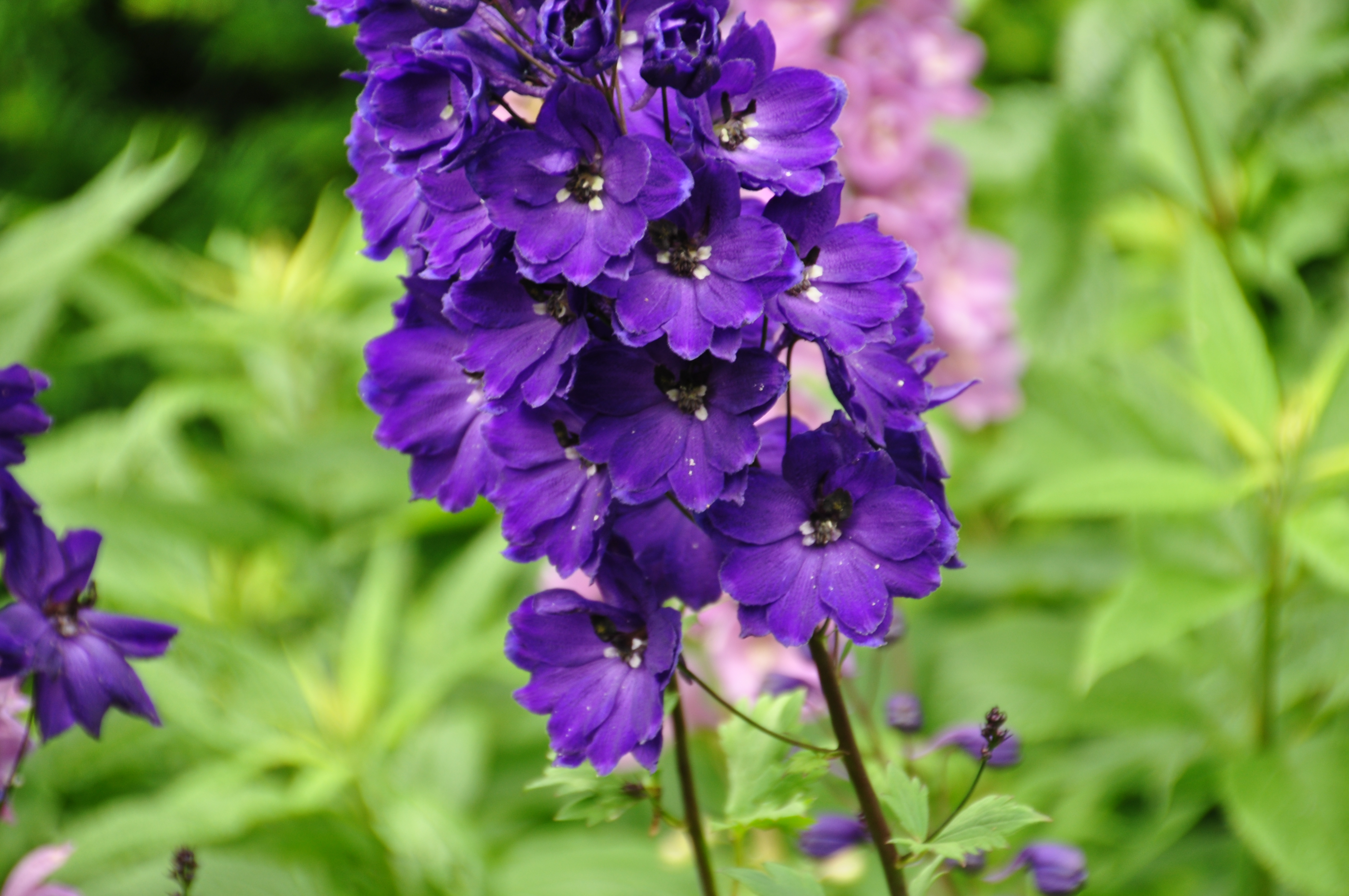
半重瓣品种
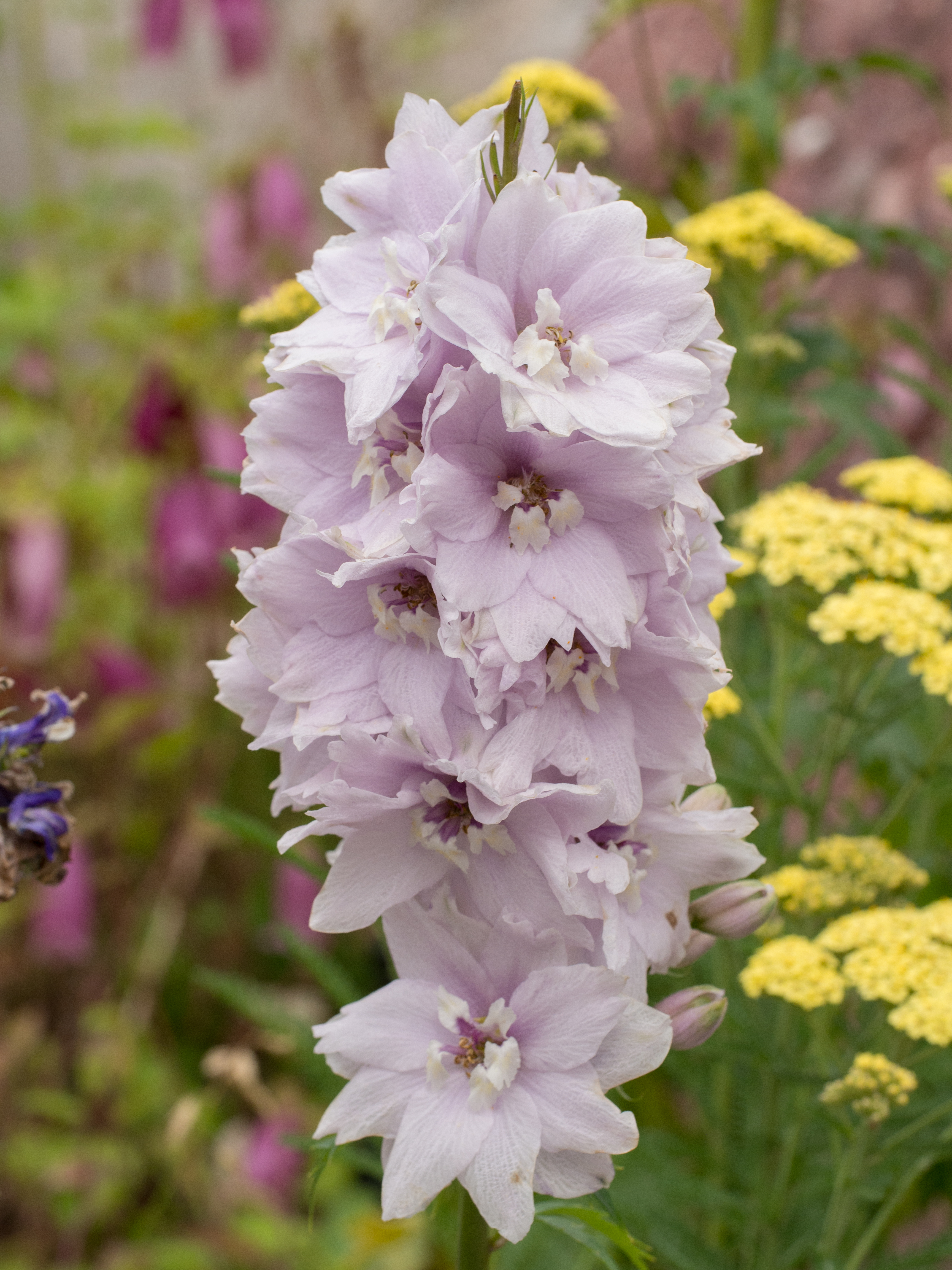
半重瓣品种
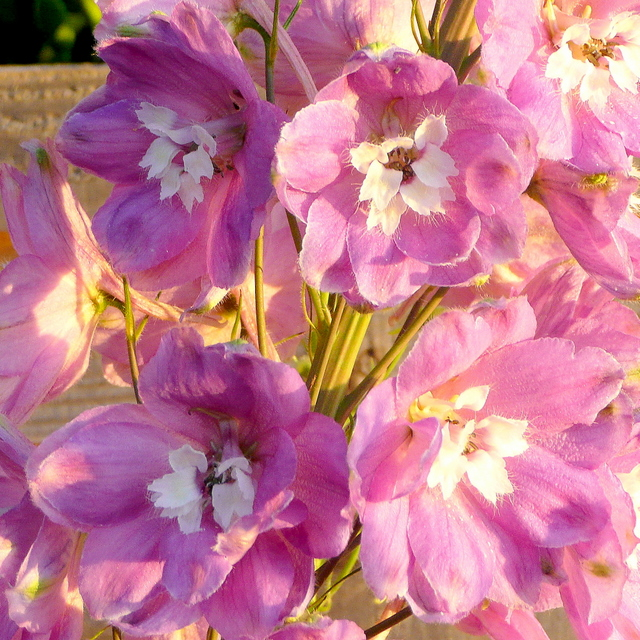
半重瓣品种

### 美女翠雀
美女翠雀包含高翠雀花或高花翠雀与翠雀的杂交品种，多为六倍体。

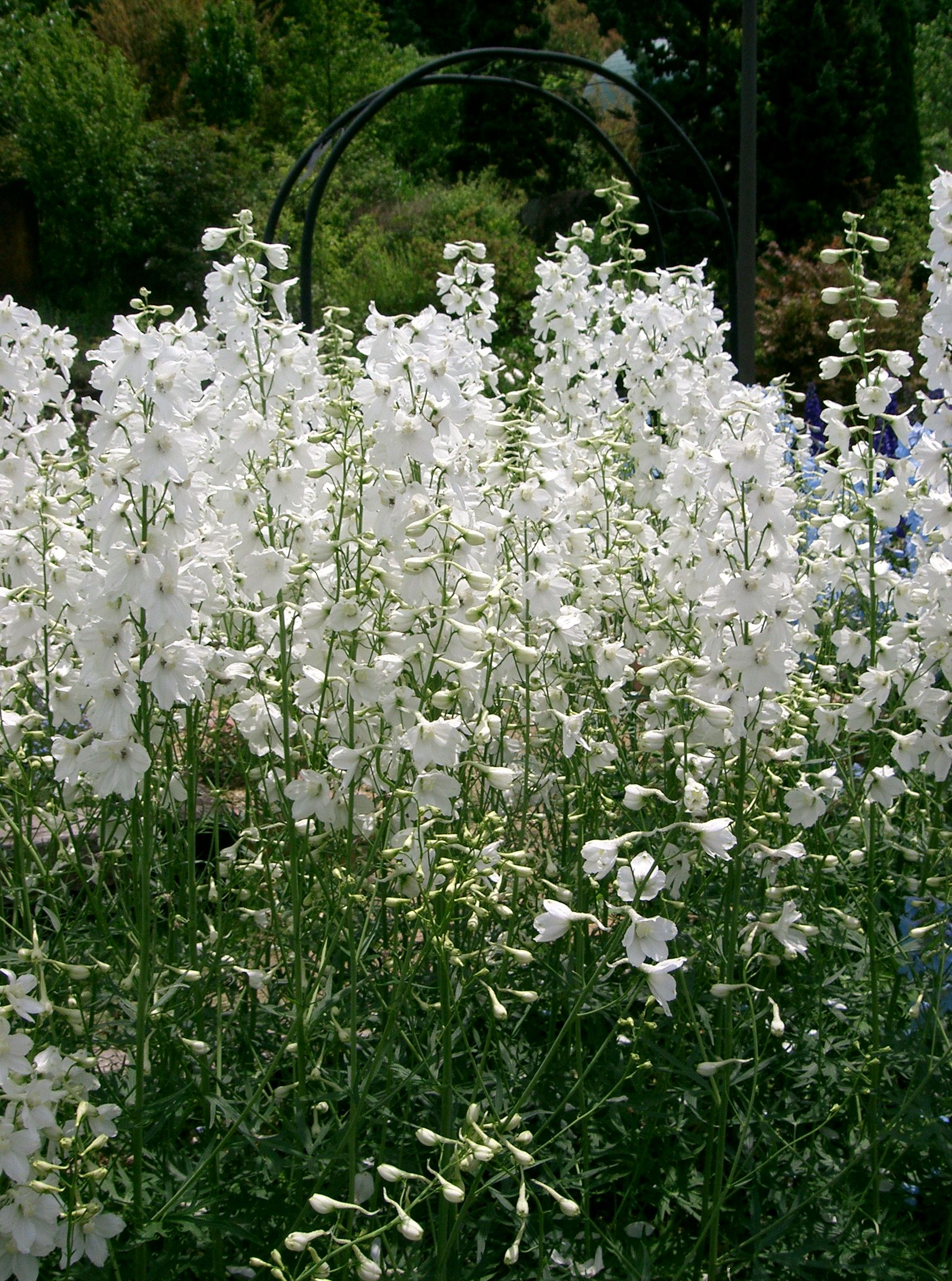
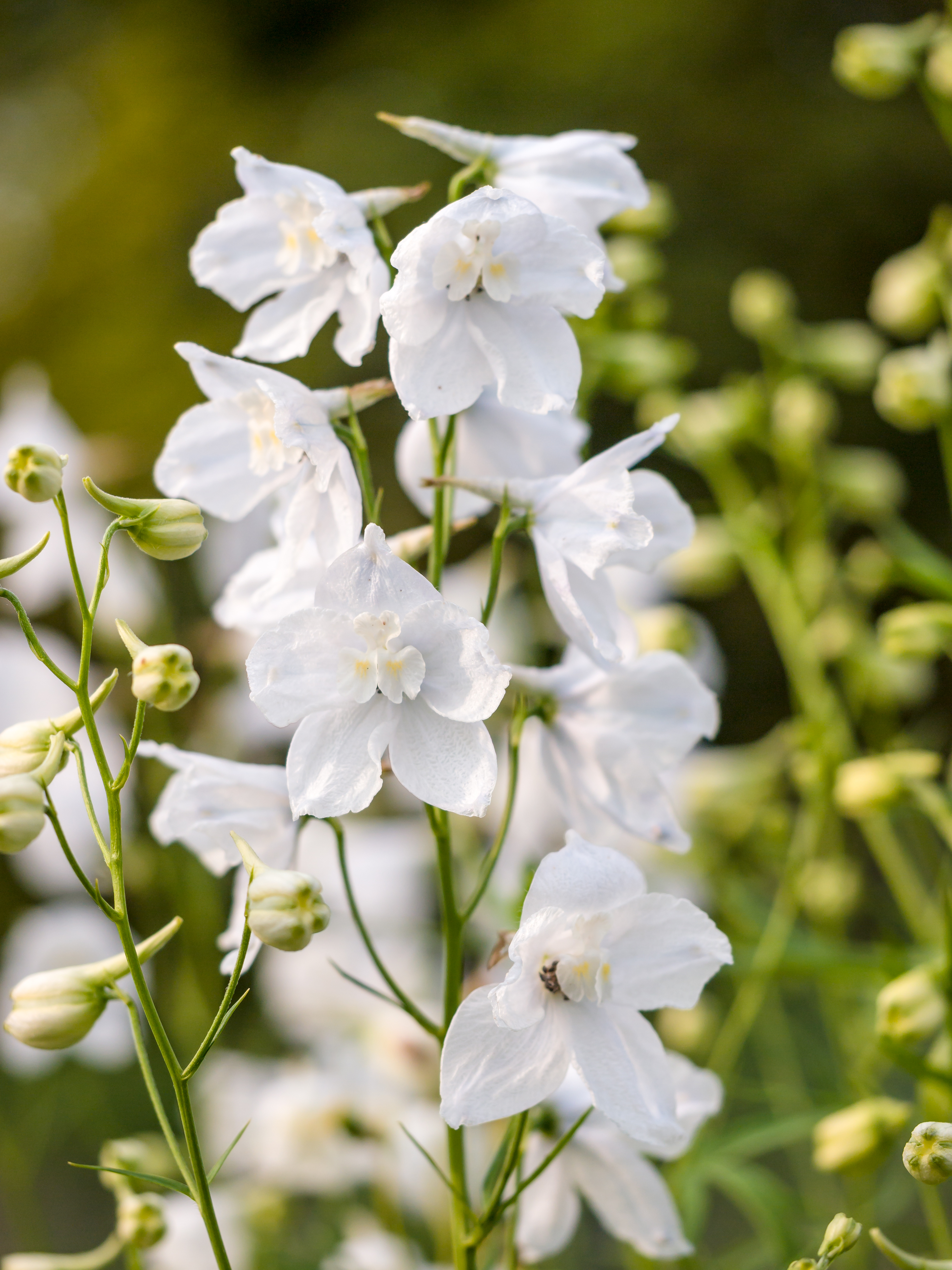
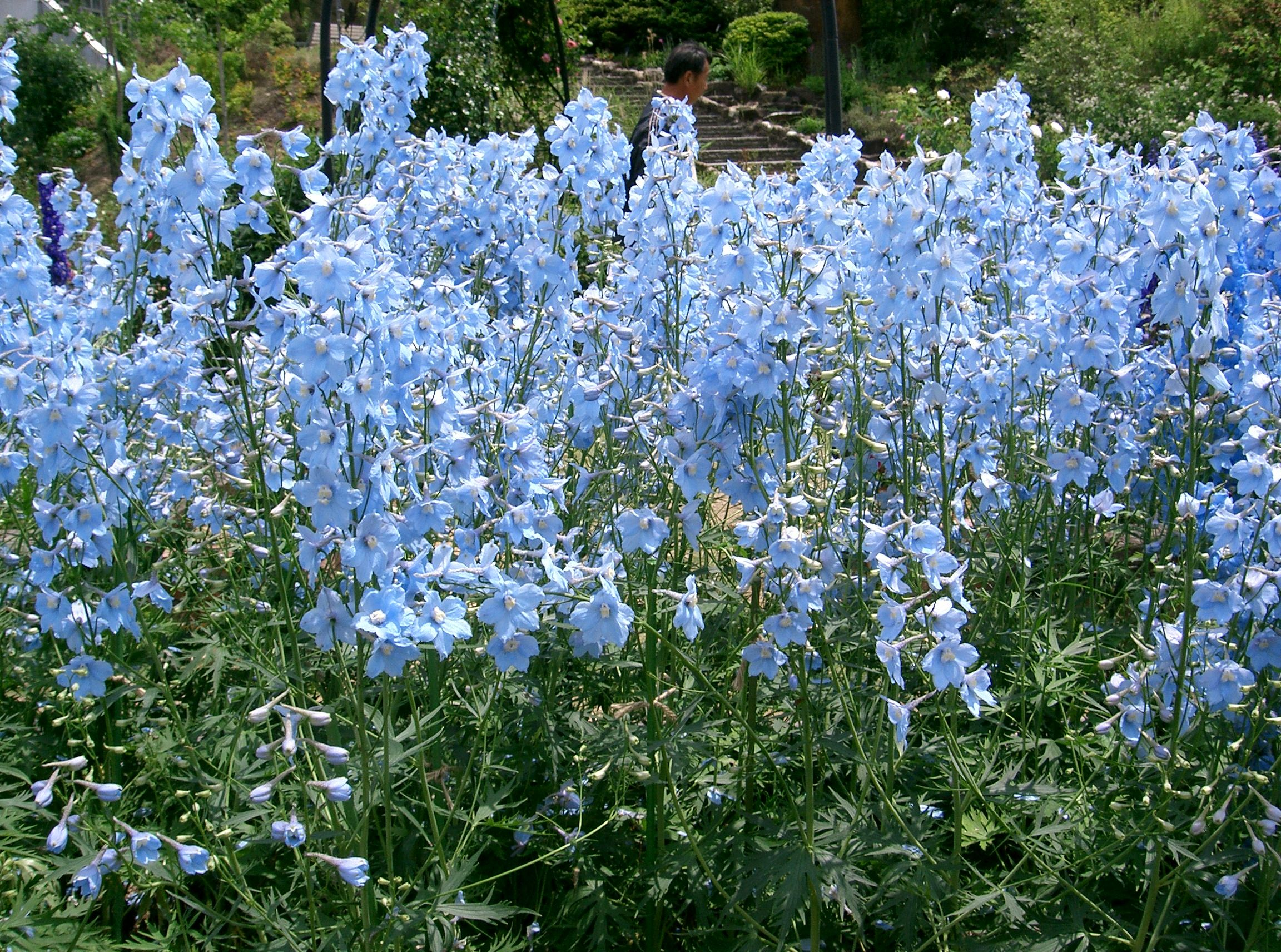
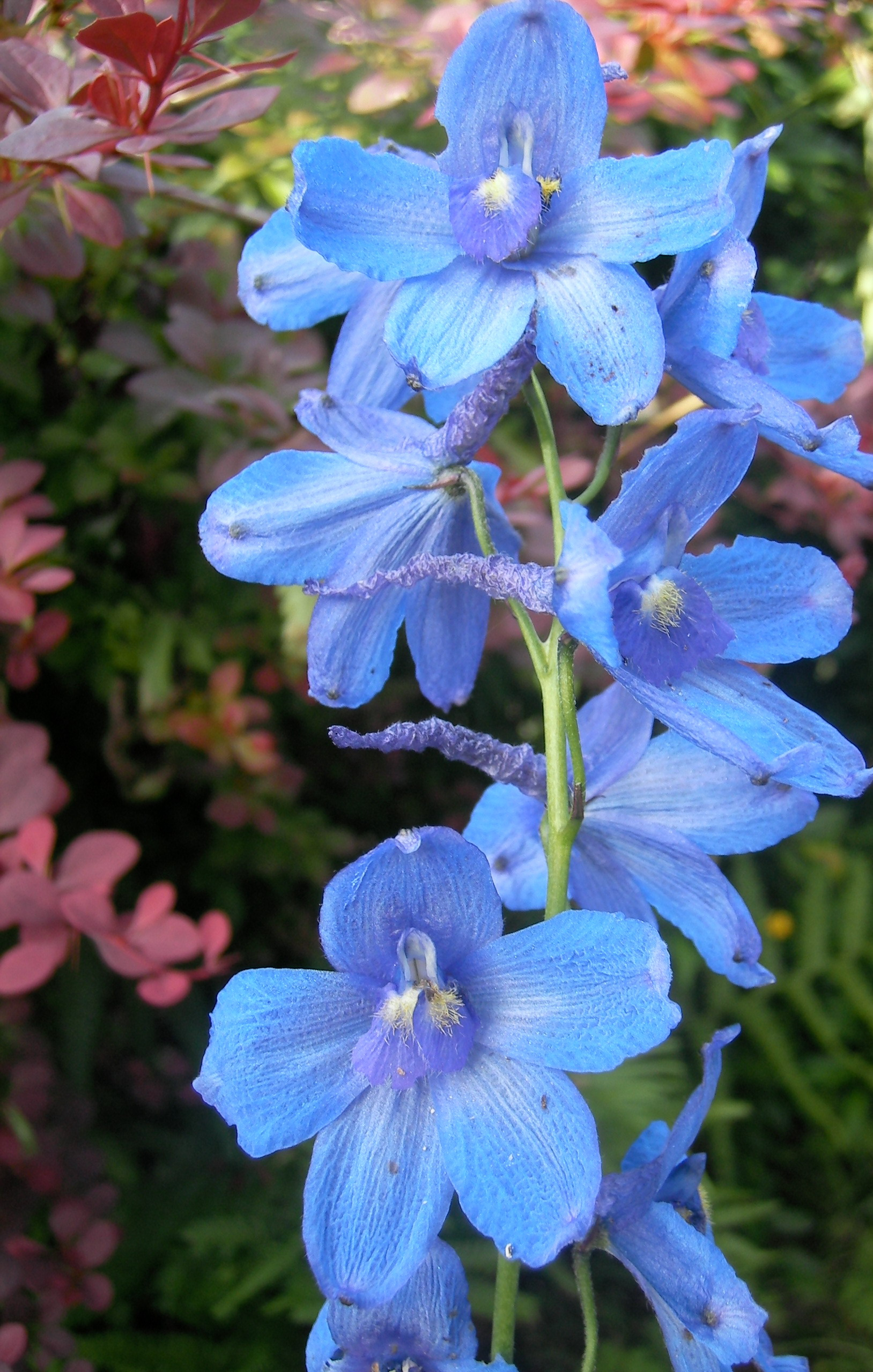
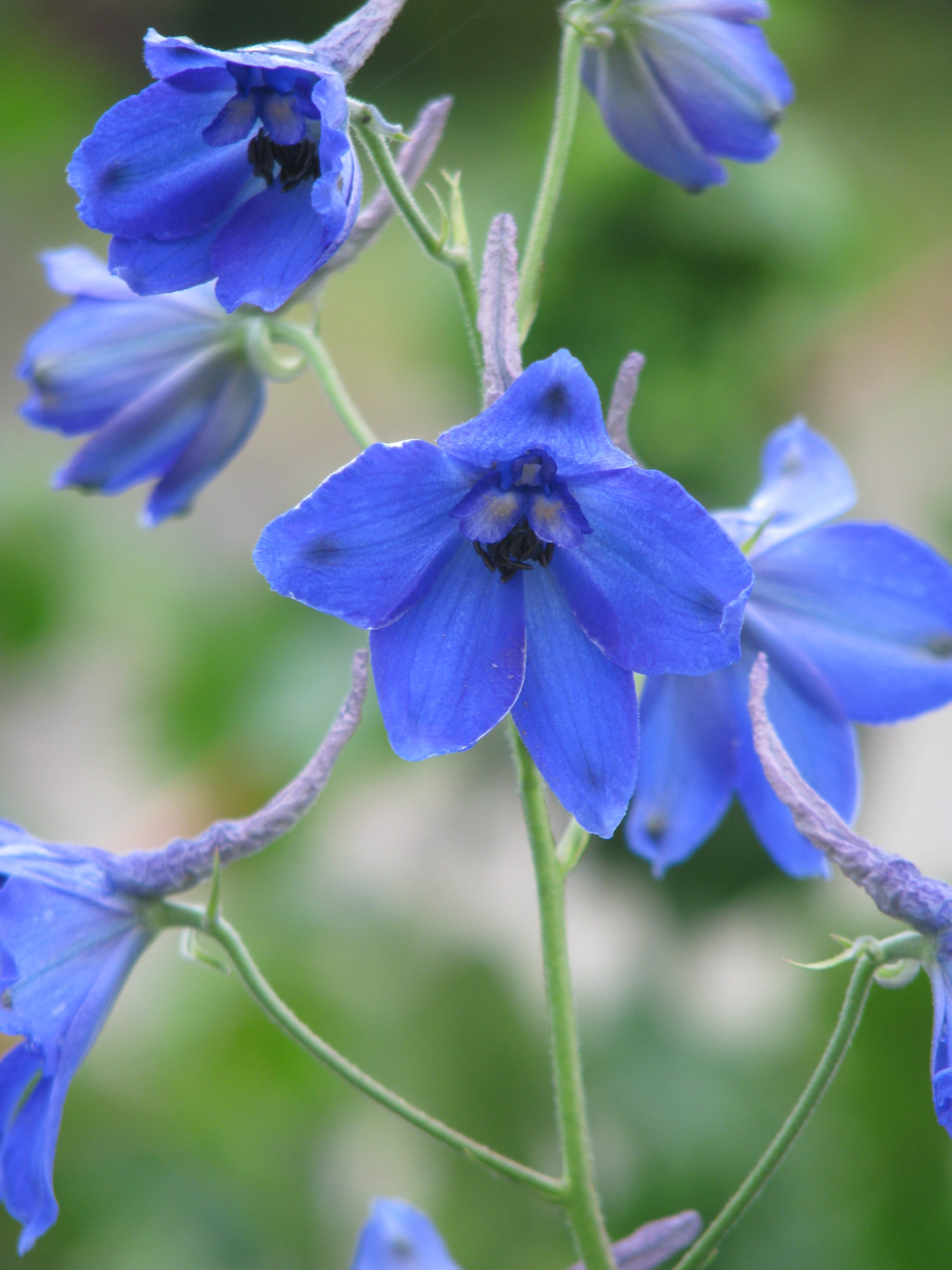

## 栽培
园艺翠雀花耐寒怕热，适合种植在高纬度或高海拔地区，在夏季炎热地区一般作一二年生栽培。